# Kolektivně proti kapitálu
Kolektivně proti kapitálu (KPK) je komunistická skupina působící v České republice a na Slovensku.

## Do roku 2020
Navázala na anarchokomunistickou skupinu Organizace revolučních anarchistů – Solidarita. Její politické kořeny tvořila jednak praktická zkušenost s intervencí v továrnách ČKD Praha a zejména Zetoru Brnoa Letu Kunovice v roce 1999, kde se dělnické iniciativě usilující o vyplacení dlužných mezd postavil zaměstnavatel spolu s odbory, jednak proud označovaný jako levý komunismus, kritika ideologie levice i ultra-levice, první vlna operaismu kolem Raniera Panzieriho a teorie a praxe dělnického hnutí v Itálii 60. a 70. let.
Odbory skupina považuje za integrální součást moderního kapitalistického státu a staví proti nim dělnickou autonomii (nezávislost dělnické třídy na státu, kapitálu i na „dělnických“ stranách a odborech). Klade důraz na metodu inquiry, dělnického výzkumu, jenž slouží k poznání organizace kapitálu a třídní kompozice, která vyjadřuje strukturu pracovní síly, její vztah k organizaci práce i technologiím a která je faktorem při formování politické artikulace dělnické třídy.
V roce 2005 se skupina začala zabývat autoprůmyslem jako sektorem, který je v České republice významným zdrojem nadhodnoty a který koncentruje podstatnou část dělnické třídy. Skupina organizuje čtení Marxova Kapitálu v Praze a Bratislavě. V roce 2007 intervenovala při kolektivním vyjednávání v továrně Škoda v Mladé Boleslavi, o dva roky později ohledně divoké stávky v továrně Hyundai v Nošovicích, v roce 2010/2011 se zabývala lékařskou mobilizací Děkujeme, odcházíme. V roce 2011 podnikla sérii rozhovorů s účastníky demonstrací na Šluknovsku, jejich analýzu, podle níž byly manifestace proti „nepřizpůsobivým“ výrazem porážky dělnické třídy vládními reformami a faktorem, který zaměstnance i nezaměstnané dále oslabí, vydala na serveru Deník Referendum. Vydala několik textů kritizujících limity protestů proti vládním reformám, které pořádaly v letech 2010–2012 odbory a levicová občanská společnost. V několika materiálech a prezentacích se zabývala krizí odstartovanou v roce 2007 - odmítla přitom fatalistický, apokalyptický názor, že jde i "konečnou" krizi kapitalismu, a přihlásila se k cyklickému chápání kapitalistických krizí jako přirozeného jevu, jímž kapitalistická ekonomika řeší vzniklou nerovnováhu.
Publikovala bulletin Třídní kniha a řadu brožurek.
Od roku 2005 úzce spolupracovala se skupinou Mouvement Communiste (Francie/Belgie).

## Aktivity ve 20. letech 21. století
Ve 20. letech  21. století nevykazuje skupina významné aktivity. Webová stránka není aktualizovaná od roku 2020, poslední publikace vydavatelství Kolektivně proti kapitálu vyšla v roce 2018.